# Indexació audiovisual
La indexació audiovisual consisteix en la generació d'etiquetes descriptives de material audiovisual que es basen en uns continguts creats prèviament. Emprant l'etiquetatge d'informació (metadades), aquesta indexació permet fer cerques de material de forma ràpida i eficaç. El desenvolupament tecnològic ha propiciat la creació de grans quantitats de bases de dades de tipologia diversa. Les dades audiovisuals s'han de poder indexar a les noves biblioteques digitals.
De la mateixa manera que a les biblioteques tradicionals, les dades audiovisuals estaran ordenades i classificades segons diferents criteris, com per exemple: tipus d'informació, matèries, ordre alfabètic, etc. Aquest ordre s'haurà de mantenir amb el pas dels anys per a les futures cerques que es puguin realitzar. Per tant, podem entendre també la indexació com una forma de catalogació i classificació.
Paral·lelament a l'avanç de la tecnologia audiovisual s'ha esdevingut un gran augment d'informació d'aquest sector. Això ha provocat una massificació d'informació (el que en el món de l'arxivística i la documentació, es coneix com a infoxicació) en els darrers anys i, per tant, cada vegada és més necessària una indexació correcta del material de què es disposa.
Durant els darrers anys s'han desenvolupat les tècniques que permeten l'etiquetatge de la informació, però per tal de fer més efectiva la descripció cal articular millor la informació continguda a les metadades.
Actualment, s'investiguen nombrosos processos que generen gran nombre d'errors. Un cop solucionats, podríem tenir grans contenidors d'informació audiovisual que en ser consultats proporcionessin el material de manera ràpida i eficaç. Un exemple d'aquests contenidors seria l'estàndard MPEG-7, que mitjançant l'ús del llenguatge XML permet afegir les metadades als fitxers audiovisuals.
Amb això també s'intenta combatre el pas dels anys en els documents digitals. Aquesta informació es veu afectada pel pas del temps perquè el desenvolupament de noves tecnologies i l'aparició de nous programes i nous formats i la substitució del maquinari pot deixar obsolets els programes i els formats dels documents i no permetre l'accés dels més antics. Per tant, s'ha de procurar que tota la informació sigui accessible.
Aquest etiquetatge es pot fer de diferents maneres i pot aportar diferents tipus de metadades.

## Formes d'indexació
Definim diferents tipus d'indexació depenent de qui la dugui a terme: una persona, un col·lectiu o un programa informàtic.

### Indexació manual
És el mètode més senzill però el que requereix més temps. El realitza una persona de forma manual. Aquesta processa tota la informació i en troba les característiques més importants per definir-ne el contingut i etiquetar-lo manualment partint d'una base de dades.

### Indexació social
És una evolució del mètode d'indexació manual. El duen a terme persones de forma col·lectiva, i no de forma individual com en el cas anterior. La informació que ha de ser indexada és processada per qualsevol usuari amb accés a la base de dades i, per tant, entre tots troben les característiques més importants i l'etiqueten. La cooperació entre tots aquests usuaris permeten una millor qualitat de la indexació.
Aquest mètode està guanyant popularitat gràcies a la implementació a tot el món d'Internet en l'última dècada i a l'aparició de comunitats virtuals.

### Indexació automàtica
És el mètode més complicat i més ràpid en el temps, però també és el menys fiable. Aquest mètode consisteix en la indexació dels continguts mitjançant programari. Aquesta indexació es pot fer a mesura que els continguts són enregistrats o mitjançant un processament de dades que utilitzi tècniques informàtiques capaces d'extreure les característiques diferenciadores del contingut.

### Taula comparativa dels diferents mètodes d'indexació
|                   | Indexació Manual | Indexació Social | Indexació Automàtica |
| ----------------- | ---------------- | ---------------- | -------------------- |
| Complexitat       | Baixa            | Mitjana          | Alta                 |
| Inversió de temps | Alta             | Mitjana          | Baixa                |
| Fiabilitat        | Mitjana          | Alta             | Baixa                |

## Tipus de metadades
Existeixen diferents tipus de metadades segons si aquestes descriuen el contingut de la informació o de qui l'ha creat.

### Descriptors de contingut audiovisual
Són els més importants, ja que fan referència a la informació que apareix o que succeeix en el material audiovisual enregistrat. Els descriptors de què es disposa per a la cerca d'arxius en limita l'eina utilitzada, ja que estan directament relacionats. Per aquest motiu, cal definir en primer lloc a què ens referim com a descriptors i quins són els descriptors més utilitzats en les eines de cerca actuals.
Podem diferenciar els descriptors segons el seu nivell conceptual, que pot ser baix, mitjà o alt.

#### Descriptors de contingut de baix nivell
Els descriptors de contingut de baix nivell fan referència a la informació més bàsica del material audiovisual. Aquesta informació pot ser de característiques visuals (color, textura, forma, moviment...) o sonores (soroll, música, veu humana...).
S'estableix com a categoria de baix nivell perquè extreu del material les característiques més bàsiques. A més, es considera que ho pot fer un programa informàtic dissenyat per a aquesta tasca sense cometre gaires errors.
Actualment, aquests descriptors estan programats de manera que funcionen de manera eficient i amb un alt grau de fiabilitat.

#### Descriptors de contingut de nivell mitjà
Els descriptors de nivell mitjà són aquells que utilitzen la informació del context de la imatge. Així, per exemple, el nom de la
imatge, la data de la seva creació o obtenció, informació EXIF (EXchangeable Image Format) d'una fotografia o la informació d'un àudio, la web a on s'ha trobat la imatge, el vídeo a la que correspon.

#### Descriptors de contingut d'alt nivell
Els descriptors de contingut d'alt nivell són els més importants a l'hora d'indexar, ja que són els que ens descriuen el contingut (acció, temps, espai...). Ho podem trobar en les metadades textuals annexades a l'objecte i són els més propers als conceptes semàntics que inicien la cerca.
Són considerats de categoria d'alt nivell perquè requereixen una intel·ligència humana per a ser desenvolupats correctament i són els més difícils d'obtenir. Alguns exemples són les etiquetes manuals amb què s'anoten les imatges, transcripcions d'àudio dels vídeos a on pertanyen aquestes imatges, text de les web a on es troben, notícia o revista a on s'ubica una imatge...
Actualment, no existeix cap programa informàtic capaç de fer una indexació de contingut audiovisual d'alt nivell, ja que requeriria una programació massa complicada, per això aquestes tasques s'encarreguen a persones. Tot i això, s'està investigant molt per aconseguir descriptors d'alt nivell eficients i amb poca probabilitat d'errors. Per exemple, una de les idees en què s'investiga és partir dels descriptors de baix nivell per relacionar-los i arribar a obtenir etiquetatge d'alt nivell.
A Internet existeixen diferents comunitats on es realitza aquesta indexació. Un exemple molt clar seria el de youtube, que és un portal on la gent penja material audiovisual. En aquesta comunitat són els mateixos usuaris que proporcionen el material els que adjudiquen també les etiquetes d'informació que faciliten la recerca de contingut audiovisual.

### Descriptors externs al contingut
No són tan importants a priori. Són els que informen sobre l'autor del material audiovisual, la data de creació i d'incorporació a la base de dades, el tipus de programari utilitzat per a la seva creació, la seva mida, etc.

## Aplicacions i futur de la indexació
Actualment, amb la creixent demanda de continguts multimèdia, la indexació està guanyant popularitat. Aquest fenomen, en bona part, es deu a Internet i al seu ús quotidià. La descàrrega de grans quantitats d'informació a través de la xarxa, la necessitat d'emmagatzemar-la i catalogar-la per poder accedir fàcilment, han posat de manifest la importància de la gestió de continguts.
Amb l'entrada de la nova televisió digital i interactiva, es disposarà d'una major quantitat de canals i, per tant, també de continguts. Arribats a aquest punt serà necessari un mètode per seleccionar allò que es vulgui visualitzar. Aquest mètode ha de ser capaç de reconèixer el contingut de cada canal a cada moment, per tant, la indexació esdevindrà més una necessitat que no pas una possibilitat.
D'aquí poc, en l'era digital, la indexació d'informació s'utilitzarà en els continguts intel·ligents en la personalització i en l'automatització.